# Bedrijventerrein Waarderpolder
Het Bedrijventerrein Waarderpolder, ook bekend als Bedrijventerrein Waarder- en Veerpolder en Haarlem Business Park, is een gebied voor bedrijven ten noordoosten van het centrum van de stad Haarlem. Dit bedrijventerrein ligt binnen het stadsdeel Haarlem-Oost en in de wijk Waarder- en Veerpolder. Het bedrijventerrein vormt binnen deze wijk een buurt die de Waarderpolder wordt genoemd.

## Geschiedenis
De buurt werd in de 20e eeuw gevormd door het bebouwen van grote delen van de historische  Waarderpolder en de Veerpolder. Met een oppervlakte van ongeveer 2 km² is het het grootste bedrijventerrein van Haarlem. Het meest opvallende bouwwerk is de 150 meter hoge KPN-toren uit 1968.

## Bereikbaarheid
De ontsluiting voor autoverkeer ging in de 20e eeuw geheel over de Oudeweg die aan 2 kanten met de A200 verbonden is. In het begin van de 21e eeuw zijn daarbij gekomen de Schoterbrug (2009), de Haarlemse Oostweg (2009) en een fly-over-viaduct (2012) dat de A200 met de Oostweg verbindt. In 2018 is de Figeebrug geopend deze vormt een betere fietsverbinding langs het Spaarne en overspant de Industriehaven.
Aan de zuidoostkant ligt het station Haarlem Spaarnwoude sinds 1998.